# Austromenopon fuscofasciatum
Austromenopon fuscofasciatum är en insektsart som först beskrevs av Piaget 1880.  Austromenopon fuscofasciatum ingår i släktet Austromenopon och familjen spolätare. Inga underarter finns listade i Catalogue of Life.